# Elizabeth Debicki
Elizabeth Debicki (Párizs, 1990. augusztus 24. –) Primetime Emmy- és Golden Globe-díjas ausztrál színésznő.
Miután drámát tanult a Victorian College of the Arts intézményben, rövid szerepléssel debütált a Harmadnaposok ausztrál vígjátékban (2011). A nagy Gatsby (2013) egyik szerepéért elnyerte a legjobb női főszereplőnek járó AACTA-díjat. Főszerepet játszott a Sydney Theatre Company A szobalányok című produkciójában, és 2014-ben jelölést kapott a Helpmann-díjra, mint kiemelkedő női mellékszereplő.
Debicki olyan további filmekben szerepelt, mint az Everest (2015), A galaxis őrzői vol. 2. (2017), a Nyughatatlan özvegyek (2018) és a Tenet (2020). Az Éjszakai szolgálat (2016) és a The Kettering Incident (2016) című televíziós sorozatokban is szerepelt. Utóbbival elnyerte a televíziós dráma legjobb főszereplőjének járó AACTA-díjat. A 2018-as cannes-i fesztiválon a Chopard Trófeát ítélték neki.

## Fiatalkora
1990. augusztus 24-én született Párizsban, lengyel édesapától és ír származású ausztrál anyától. Szülei mindketten balett-táncosok voltak, akik egy műsorban fellépve találkoztak. A lány ötéves korában a család Glen Waverleybe költözött, ami az ausztráliai Melbourneben található. Három gyermek közül ő a legidősebb, van egy húga és egy öccse.
Debicki már kicsi korában érdeklődött a balett iránt és táncosnak tanult, mígnem a színészet felé fordult. 2007-ben diplomát szerzett a keleti Melbourne-i Huntingtower iskolában, ahol a tökéletes tanulmányi pontszámáért ő volt az egyik legjobb tanuló. 2010-ben drámai diplomát szerzett a Victorian College of the Arts intézményben. 2009 augusztusában Richard Pratt ösztöndíjban részesült. Debicki 1,91 m magas.

## Filmográfia

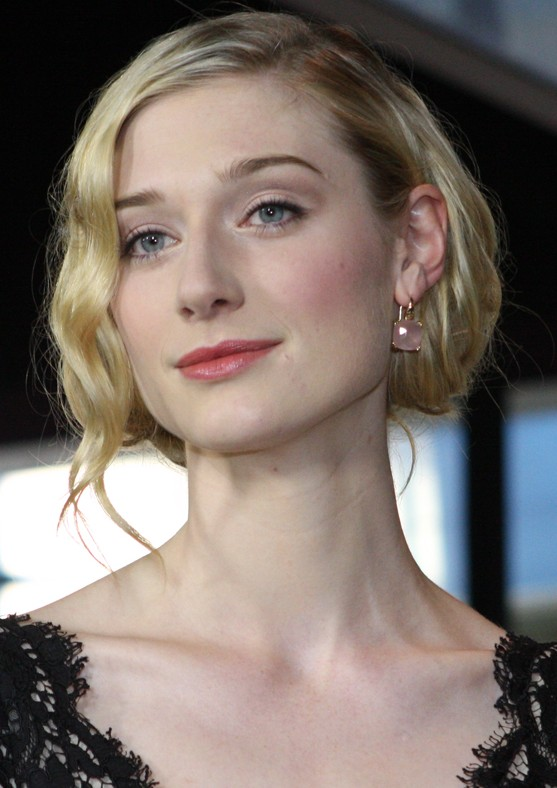
A Harmadnaposok premierjén, 2011-ben

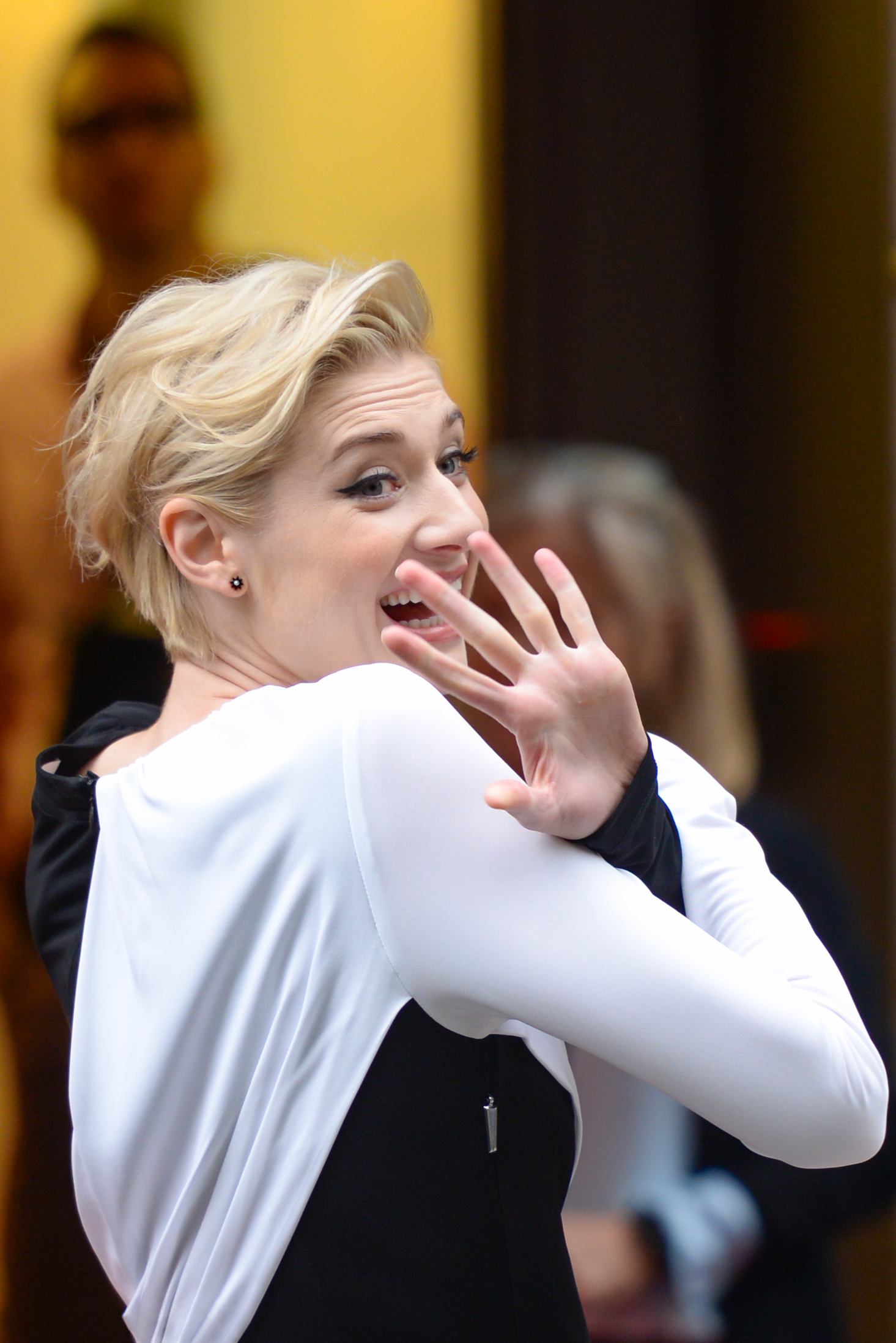
A 2018-as Torontói Nemzetközi Filmfesztiválon

### Film
| Év   | Magyar cím                             | Eredeti cím                                 | Szerep                       | Magyar hang     | Rendező            |
| ---- | -------------------------------------- | ------------------------------------------- | ---------------------------- | --------------- | ------------------ |
| 2011 | Harmadnaposok                          | A Few Best Men                              | Maureen                      |                 | Stephan Elliott    |
| 2013 | A nagy Gatsby                          | The Great Gatsby                            | Jordan Baker                 | Pálmai Anna     | Baz Luhrmann       |
| 2013 |                                        | Gödel Incomplete (rövidfilm)                | Serita                       |                 | Martha Goddard     |
| 2015 | Macbeth                                | Macbeth                                     | Lady Macduff                 | Solecki Janka   | Justin Kurzel      |
| 2015 | Az U.N.C.L.E. embere                   | The Man from U.N.C.L.E.                     | Victoria Vinciguerra         | Pálmai Anna     | Guy Ritchie        |
| 2015 | Everest                                | Everest                                     | Caroline Mackenzie           | Varga Lili      | Baltasar Kormákur  |
| 2017 | A galaxis őrzői vol. 2.                | Guardians of the Galaxy Vol. 2              | Ayesha                       | Bertalan Ági    | James Gunn (1.)    |
| 2017 | Valerian és az ezer bolygó városa      | Valerian and the City of a Thousand Planets | Haban Limaï császár (hangja) | Bánfalvi Eszter | Luc Besson         |
| 2017 |                                        | Breath                                      | Eva                          |                 | Simon Baker        |
| 2017 |                                        | 7 from Etheria (rövidfilm-gyűjtemény)       | Serita                       |                 | több rendező       |
| 2018 | A történet                             | The Tale                                    | Jane Gramercy                | Pálmai Anna     | Jennifer Fox       |
| 2018 | The Cloverfield Paradox                | The Cloverfield Paradox                     | Mina Jensen                  |                 | Julius Onah        |
| 2018 | Nyúl Péter                             | Peter Rabbit                                | Füles (hangja)               | Kis-Kovács Luca | Will Gluck (1.)    |
| 2018 | Nyughatatlan özvegyek                  | Widows                                      | Alice                        | Mikecz Estilla  | Steve McQueen      |
| 2018 | Vita és Virginia: Szerelmünk története | Vita & Virginia                             | Virginia Woolf               |                 | Chanya Button      |
| 2019 | A hazugság színe                       | The Burnt Orange Heresy                     | Berenice Hollis              | Farkasházi Réka | Giuseppe Capotondi |
| 2020 | Tenet                                  | Tenet                                       | Katherine Barton             | Pálfi Kata      | Christopher Nolan  |
| 2021 | Nyúl Péter 2. – Nyúlcipő               | Peter Rabbit 2: The Runaway                 | Füles (hangja)               | Kis-Kovács Luca | Will Gluck (2.)    |
| 2023 | A galaxis őrzői: 3. rész               | Guardians of the Galaxy Vol. 3              | Ayesha                       | Bertalan Ági    | James Gunn (2.)    |
| 2024 | MaXXXine                               | MaXXXine                                    | Elizabeth Bender             | Pálmai Anna     | Ti West            |

### Televízió
| Év        | Magyar cím         | Eredeti cím            | Szerep                | Megjegyzések     |
| --------- | ------------------ | ---------------------- | --------------------- | ---------------- |
| 2014      |                    | Rake                   | Missy                 | 1 epizód         |
| 2016      |                    | The Kettering Incident | Dr. Anna Macy         | 8 epizód         |
| 2016      | Éjszakai szolgálat | The Night Manager      | Jed Marshall          | Sablon:Palinlist |
| 2022–2023 | A Korona           | The Crown              | Diána walesi hercegné | Sablon:Palinlist |

## Színházi szerepek
| Év        | Eredeti cím  | Szerep       | Drámaíró            | Helyszín                                        | Forr.         |
| --------- | ------------ | ------------ | ------------------- | ----------------------------------------------- | ------------- |
| 2010      | The Gift     | Chloë        | Jean Genet          | Melbourne-i színházi társulat                   | [ 11 ] [ 12 ] |
| 2013–2014 | The Maids    | Madame       | Joanna Murray-Smith | Sydney-i színházi társulat New York City Center | [ 13 ] [ 14 ] |
| 2016      | The Red Barn | Mona Sanders | David Hare          | Lyttelton színház, London                       |               |

## Fordítás
- Ez a szócikk részben vagy egészben  az   Elizabeth Debicki című angol Wikipédia-szócikk fordításán alapul.  Az eredeti cikk szerkesztőit annak laptörténete sorolja fel. Ez a jelzés csupán a megfogalmazás eredetét és a szerzői jogokat jelzi, nem szolgál a cikkben szereplő információk forrásmegjelöléseként.